# Kertész Lajos (labdarúgó)
Kertész Lajos (Esztergom, 1902. február 22. – Dorog, 1981. október 7.) labdarúgó, atléta, közéleti személyiség. A Dorogi AC szervezett bajnokságban szereplő csapatának legelső hivatalos  kapusa.

## Pályafutása

### Labdarúgóként
Az 1919-ben szervezett másodosztályú bajnokságban induló dorogi csapata kapusaként mutatkozott be és teljes aktív labdarúgó pályáját a dorogi egyesületnél töltötte. Hét bajnoki évadon át volt a Dorogi AC első számú kapusa. Részese volt a dorogiak legelső bajnoki címében az 1922–1923-as évadban, majd a bajnoki bronzérmet nyert csapatának. Edzője Nagy Sándor volt.

### Atlétaként
A labdarúgás mellett tagja volt a Dorogi AC atlétikai szakosztályának. Atlétaként is jeles sikereket ért el. Különösen a dobószámok voltak az erősségei. Szerepelt a dorogi stadion avató ünnepsége alkalmából rendezett Országos Atlétikai Versenyen. 1927-ig folyamatosan vett részt az országban rendezett atlétikai viadalakon, ahol rendszerint komoly helyezéseket ért el. Csapatban és egyéniben egyaránt a magasan jegyzett versenyzők közé tartozott. Utolsó aktív éveiben csapattársa és edzője volt Solymár Károly.

### Civil munkássága
Villanyszerelőként helyezkedett el. Első munkahelye a Nyergesújfalui Cementgyár Rt volt 1924 és 1930 között a Hungária Villamossági Rt dorogi üzemvezetőségénél majd a dorogi Brikettgyárban dolgozott. Onnan is ment nyugdíjba, mint főművezető üzemvezető 1962. február 28-án. A Dorogi Ipartestület tagja volt az 1940-es évektől.

## Sikerei, díjai
Valamennyi sikerét a Dorogi AC igazolt sportolójaként érte el.

### Labdarúgóként
- Bajnoki cím – Másodosztály, 1922–1923
- Bajnoki bronzérmes – Másodosztály, 1925–1926

### Atlétaként
- Ezüstérmes – Gerelyvetés, Országos Atlétikai Viadal, 1921
- Ezüstérmes – Gerelyvetés, Országos Atlétikai Bajnokság, 1925
- Legjobb vidéki egyesület – Országos csapatbajnoki összesítő, 1925

## Családja
Esztergomban nőtt fel, az elemi iskolát is ott végezte. Fiatalemberként költözött Dorogra. 1925-ben nősült, három gyermeke született: Piroska, László és Márta. Fia szintén a Dorog labdarúgója lett. László révén 2 unokája született: Gabriella, a dorogi Eötvös iskola tanára, és László. Márta lánya részéről is két további unoka gyarapította a családot, Márta és Ferenc. Márta férje Benda Ferenc polgárvédelmi parancsnok volt.